# Całka nakrywania
Całka nakrywania lub Całka nakładania – pojęcie matematyczne stosowane w mechanice kwantowej. Całką nakrywania dwóch funkcji falowych {\displaystyle \psi _{i}} i {\displaystyle \psi _{j}} nazywamy następującą wielkość:
{\displaystyle S_{ij}=\int \psi _{i}^{*}\psi _{j}\,d\tau .}
Całkowanie następuje po wszystkich zmiennych, od których funkcja zależy i całej przestrzeni im dostępnej.
Pokrewnym pojęciem w algebrze liniowej jest iloczyn skalarny.